# Inklings (Splatoon)
Els Inklings són l'espècie que els jugadors controlen a la trilogia de jocs Splatoon. Són una raça de calamars que a partir de l'edat de 14 anys compten amb l'habilitat de prendre forma humanoide. A diferència del seu antecessor animal que va evolucionar després de la gran inundació del planeta, els Inklings no compten amb l'habilitat per sobreviure sota l'aigua, i viuen en societats urbanes en què el control territorial per tinta és l'esport més popular. Els Inklings d'aquesta forma fan servir la seva habilitat de natació, exclusivament per a submergir-se en tinta i nedar a gran velocitat. Vivint harmònicament al costat de diverses altres espècies, els Inklings són l'espècie més comuna en Cromópolis, seguit per les meduses. A causa del seu llibertinatge constant i interès per la moda i la música, els Inklings per segles han portat una forta rivalitat amb els Octarianos, la filosofia de combat es basa més en l'ordre i la disciplina.

## Aparença
Els Inklings poden passar d'una forma humanoide i una forma de calamar que té una semblança a la dels Bloopers de la saga de Super Mario.
La seva forma humanoide consta de línies negres al voltant dels seus ulls a manera de màscara o antifaç, les seves orelles són llargues i punxegudes, i el seu pentinat té un aspecte gelatinós i amb tentacles. Ells posseeixen dents que s'assemblen ullals. El seu altre aspecte és d'un calamar de caricatura en colors brillants amb només dos tentacles visibles i ulls que semblen estar units. Amb excepció d'alguns sons emesos donen a entendre que no parlen.
Els colors coneguts dels Inklings i la seva tinta inclouen taronja, blau, verd, violeta, blau cel, groc i rosa coincidint amb el color del seu pentinat i celles. No obstant això, gràcies a la Manera heroi i als festivals, podem trobar més colors.
Els Inklings també són personalitzables. Es podrà canviar el seu gènere, color de pell, color d'ulls, barrets, roba, calçat i armes. A partir d'  Splatoon 2 , també es pot personalitzar el seu pentinat i els seus pantalons, a més d'una gamma de colors més àmplia per als colors dels ulls. Els Inklings també vesteixen com adults ja que en certes peces de el joc s'observen sabates elegants, sacs, barrets i sabates de taló o plataforma.

## Habilitats
A més de la capacitat de canviar d'aparença, els Inkling tenen habilitats associades amb ella. En forma humanoide els Inkling emmagatzemen tinta al tanc que tenen a les seves esquenes i els disparen per superfícies per moure ràpidament sobre elles. En la forma de calamar poden viatjar a través de la tinta que sigui del seu color, el que pot permetre que viatgin ràpidament distàncies considerables i fins per les parets. D'aquesta manera, també poden passar a través de les reixetes.
Caminar sobre tinta de color diferent els relanteix.
Els Inklings són incapaços de nedar en l'aigua. Quan estan sota l'aigua, la seva forma es dissol perquè el seu cos està compost de tinta.

## Creixement
Els Inkling neixen com calamars, que a mesura que van creixent desenvolupen un cicle evolutiu, desenvolupant extremitats i cos humanoide. Aquest procés comença a desenvolupar-se des dels 14 anys, des d'aquesta edat senten la passió de jugar en els combats dins de el joc.

## Eliminació
Hi ha tres formes conegudes de com un Inkling pot ser eliminat:
- Per contacte a l'aigua: quan són eliminats en l'aigua, es dissolen.
- Per contacte amb tinta enemiga: quan són eliminats per tinta de l'enemic, les armes i vestimenta de l'Inkling cauran a terra mentre que el Inkling explota amb el color de la tinta de l'enemic.
- Per caiguda al buit: quan cauen a el buit, exploten amb el color de la seva tinta.

Quan un Inkling és eliminat, sigui de la manera que sigui, un fantasma calamar es desprendrà de el cos i surarà en l'aire dirigint-se a punt de reaparició (o punt de control si s'està jugant en la Manera heroi) per regenerar el seu cos.